# Sjøhus

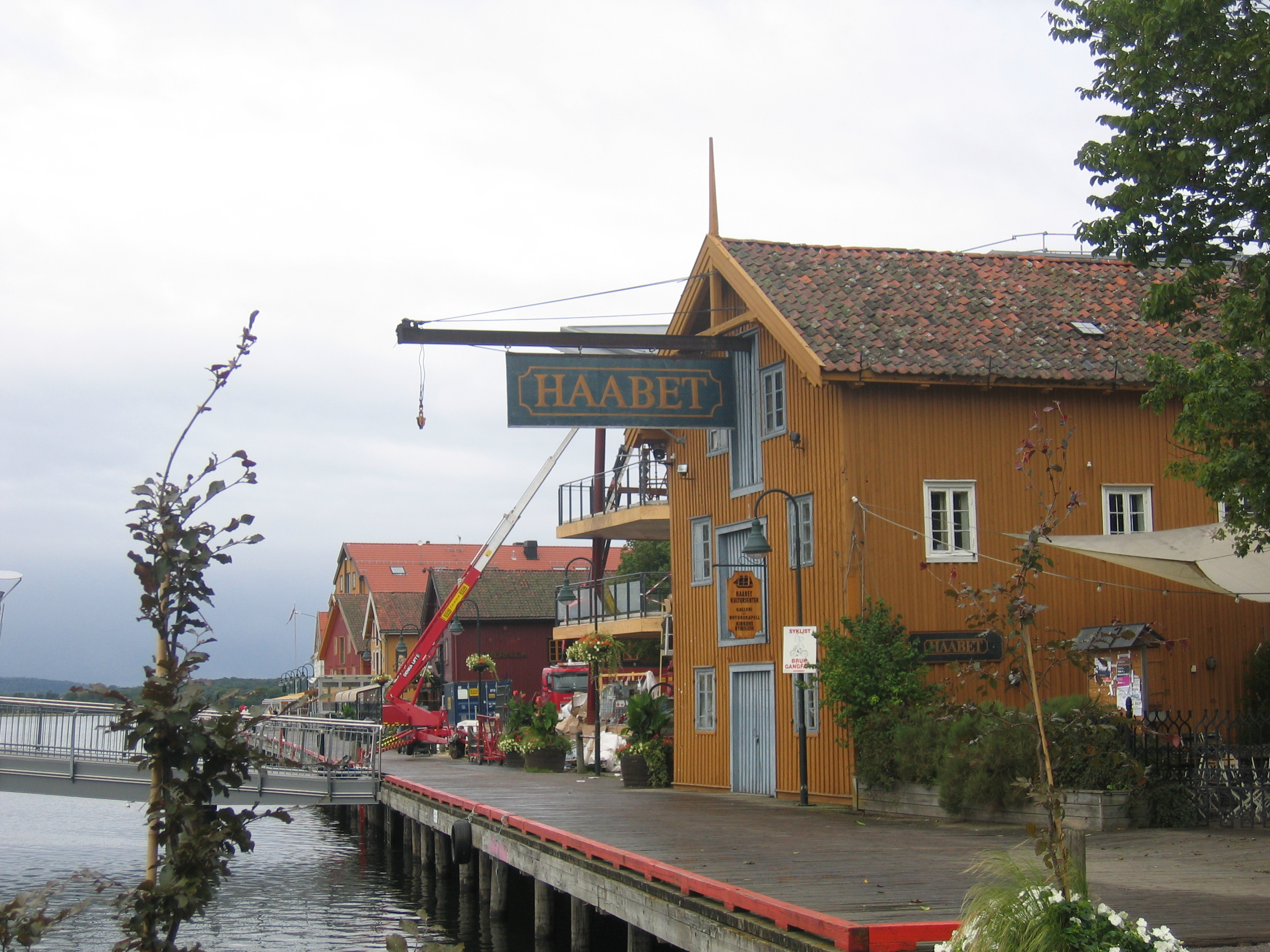
Sjøhus à Tønsberg.

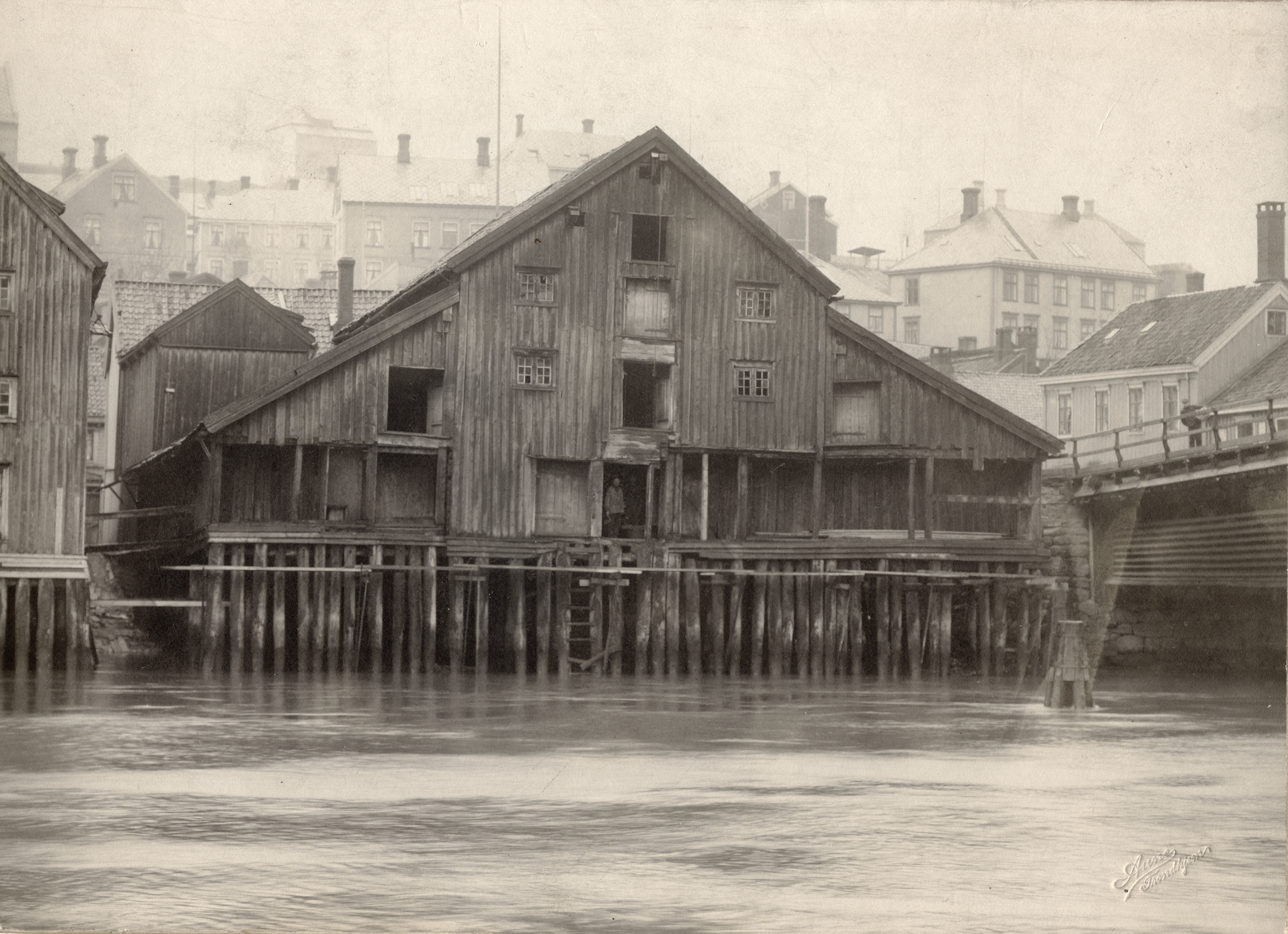
Sjøbod dans le comté de Sør-Trøndelag.

Un sjøhu ou Sjøbod est une maison de pêcheurs sur pilotis, le plus souvent en Norvège.